# Carol of the Bells
Carol of the Bells (буквально — (рождественский) гимн колокольчиков; англ. carol — гимн (обыкн. рождественский); bells — колокольчики) — рождественская песня, представляющая собой адаптацию украинской народной песни «Щедрик», получившей известность в обработке украинского композитора Николая Леонтовича.

## История создания
Над всемирно известным вариантом «Щедрика» Николай Леонтович работал почти всю жизнь. Первая редакция песни была написана до 1901—1902 гг., вторая редакция — в 1906—1908 гг., третья — 1914 г., четвёртая — 1916 г., и наконец, пятая — 1919 г.
Впервые «Щедрик» был исполнен хором Киевского Университета в 1916 году — в период, когда композитор работал в Киеве, где управлял хоровыми коллективами, преподавал в Музыкально-драматическом Институте им. Николая Лысенко, работал в музыкальном отделе Киевского областного комитета.
Первое исполнение принесло огромный успех композитору. Имя Леонтовича стало известным и в музыкальных кругах, и среди широкой публики.

## Американская история песни
5 октября 1921 года «Щедрик» был впервые исполнен в Соединённых Штатах Америки — на концерте в Карнеги-Холле в Нью-Йорке.
Песня стала популярной настолько, что в 1936 году Питер Выговский (по другим данным — Питер Вильховский (англ. Peter Wilhousky)), который работал для радио NBC, сочинил английскую версию слов «Щедрика». Песня напоминала Вильховскому перезвон, и он зафиксировал этот образ в своих стихах. Позднее песня закрепилась в музыкальной культуре Запада под названием «колядка колокольчиков» (англ. Carol of the Bells). До сегодняшнего дня американские хоры, профессиональные и любительские, поют это произведение как колядку на Рождество.

## Версии текста на английском
Вильховский переделал мелодию для оркестра с новым текстом для симфонического оркестра радиосети NBC, сосредоточив внимание на теме колоколов, потому что мелодия напомнила ему звон маленьких колокольчиков. Впервые она вышла в эфир во время Великой депрессии, и Вильховский защитил авторские права на новый текст в 1936 году, а также опубликовал песню, несмотря на то, что песня была опубликована почти двумя десятилетиями ранее в Украинской Народной Республике. Популярность его варианта во многом проистекала из способности Вильховского охватить широкую аудиторию благодаря его роли аранжировщика симфонического оркестра NBC. Сейчас песня прочно ассоциируется с Рождеством из-за её нового текста, в которой упоминаются колокольчики, гимны и фраза «весёлого, весёлого, весёлого, весёлого Рождества».
«Ring, Christmas Bells», англоязычный вариант с текстами на тему Рождества, был написан Минной Луизой Хохман в 1947 году. Существуют две другие версии анонимных авторов: одна — 1957 года под названием «Приходи, танцуй и пой», а другая — 1972 года, начинающаяся «Прислушивайся к колоколам».
Американские записи различных исполнителей начали появляться на радио в 1940-х годах. Песня приобрела ещё большую популярность, когда в 1970-х годах она была исполнена в телевизионной рекламе шампанского французской группой а капелла The Swingle Singers. «Carol of the Bells» была записана в более чем 150 версиях и переработках для различных вокальных и инструментальных композиций.